# Угода про співробітництво у сфері безпеки між Україною та Францією
Безпекова угода між Україною та Францією (фр. Accord bilatéral de sécurité entre la France et l’Ukraine), повна назва Угода про співробітництво у сфері безпеки між Україною та Францією (фр. Accord de coopération en matière de sécurité entre la France et l’Ukraine) — міжнародна угода, укладена 16 лютого 2024 року між Україною та Францією про гарантії безпеки Україні, яка визначає пріоритетні сфери двосторонньої безпекової співпраці — військової, політичної, фінансової та гуманітарної. Документ підписано президентом України Володимиром Зеленським та президентом Франції Емманюелем Макроном. Угода набуває чинності з моменту підписання та діє протягом 10 років із можливістю продовження. Франція стала третьою країною, після Великої Британії та Німеччини, яка підписала безпекову угоду з Україною.

## Передумови
Повномасштабне російське вторгнення в Україну супроводжується руйнацією української інфраструктури, погіршенням економіки та негативним впливом на демографію країни. Війна з РФ вимагає створення для України безпекових гарантій. Як приклади для створення оптимальної безпекової моделі для України розглядалися: економічне відновлення Південної Кореї і роль оборонної підтримки з боку США, а також безпекові моделі взаємодії США з Тайванем та Ізраїлем.
24 травня 2022 року оголошено про створення міжнародної консультативної групи, яка розроблятиме пропозиції щодо гарантій безпеки для України. Цю групу очолили спільно керівник Офісу Президента України Андрій Єрмак і екс-генеральний секретар НАТО Андерс Фог Расмуссен. 1 липня 2022 року відбулось перше засідання Групи з питань безпеки для України. 13 вересня 2022 року  співкерівники цієї групи презентували «Київський безпековий договір. The Kyiv Security Compact. Міжнародні гарантії безпеки для України: рекомендації». У запропонованих рекомендаціях зазначається, що здатність України захищатися від агресора є найсильнішою гарантією безпеки відповідно до статті 51 Статуту ООН, а гарантії мають бути політично та юридично обов’язковими для виконання на основі двосторонніх угод, які об’єднані в межах спільного документа «Київський безпековий договір».
12 липня 2023 року на саміті НАТО у Вільнюсі країни «Великої сімки» погодили Спільну декларацію підтримки України. Наразі до «гарантій безпеки» приєдналися 30 країн.
Першою країною, з якою Україна уклала безпекову угоду, стала Велика Британія — Угода про співробітництво у сфері безпеки між Україною та Сполученим Королівством Великої Британії і Північної Ірландії. Другою країною — Німеччина — Угода про співробітництво у сфері безпеки та довгострокову підтримку між Україною та Федеративною Республікою Німеччина.
19 жовтня 2023 року розпочались переговори України та Франції на робочому рівні щодо двосторонньої угоди про надання безпекових гарантій. 16 лютого 2024 року Франція стала третьою країною яка уклала фінальну угоду.

## Підписання угоди
Україна та Франція уклали безпекову угоду 16 лютого 2024 року під час візиту президента Володимира Зеленського до Парижа. Він прибув у Париж ввечері, після підписання аналогічної безпекової угоди з Німеччиною у Берліні. 
Зеленський назвав безпекову угоду з Францією «амбітною та предметною», але зазначив, що не про всі її деталі можна сьогодні відкрито говорити. Президент Франції Емманюель Макрон заявив, що усі угоди України про співпрацю з іншими державами взаємодоповнюють одна одну, але історія вже навчила, що працюють лише конкретні зобов'язання. Тому, за словами Макрона, Франція бере на себе чіткі військові зобов'язання, які надають реальні гарантії українській армії для оборони і повернення своїх територій.
Також Франція оголосила про новий пакет військової допомоги Україні, який включатиме артилерійські системи Caesar і додаткові системи ППО.

## Основні положення
Документ формалізує підтримку, яку Франція надавала і надалі надаватиме Україні у сфері безпеки, включаючи обмін розвідданими, кібербезпеку, медичну та військову підготовку, а також оборонно-промислове співробітництво. Також документ містить низку пунктів двосторонньої співпраці у військовому та цивільному напрямках. 
Угода набуває чинності з моменту підписання та діє протягом 10 років із можливістю продовження. У документі вказано, що Франція продовжуватиме надавати підтримку Україні до 2034 року.

## Зобовʼязання
Основними компонентами зобов'язань з безпеки, наданих Україні Францією у цьому документі, є:
- чітка підтримка членства України в НАТО, а також Франція сприятиме вступу України до ЄС[18];

- серед основних безпекових зобов'язань Франції є військова допомога Україні для захисту та відновлення її територіальної цілісності, підтримка економічного відновлення. Угода передбачає запобігання й активне стримування будь-якої нової агресії з боку РФ[18];

- згідно з угодою, у 2024 році Франція надасть військову допомогу Україні на 3 мільярди євро. Франція підтримуватиме Україну протягом 10 років[18];

- угода передбачає механізм екстрених консультацій у разі можливого майбутнього збройного нападу Росії на Україну, що застосовується на вимогу будь-кого з учасників протягом 24 годин для визначення відповідних подальших кроків[18];

- документ закріплює зобовʼязання Франції в розбудові оборонно-промислового комплексу України, зокрема, шляхом залучення французьких інвестицій, створення оборонних підприємств на території України. Також угода передбачає спільне виробництво України та Франції для виготовлення пріоритетних видів озброєння та боєприпасів[18];

- підтримка роботи Офісу Генерального прокурора України та МКС щодо притягнення РФ до відповідальності, а також участь Франції у роботі Core Group зі створення спеціального трибуналу з розслідування військових злочинів Росії на території України[18].

## Міжнародна реакція
Напередодні підписання угоди, Томас Кляйне-Брокхофф, аналітик Німецького фонду Маршалла в Берліні, якого цитує американське видання The New York Times заявив, що «Зеленський знає, хто зараз його найважливіші союзники — Шольц і Макрон, — але обидва мають зробити наступний крок».